# JAC J2

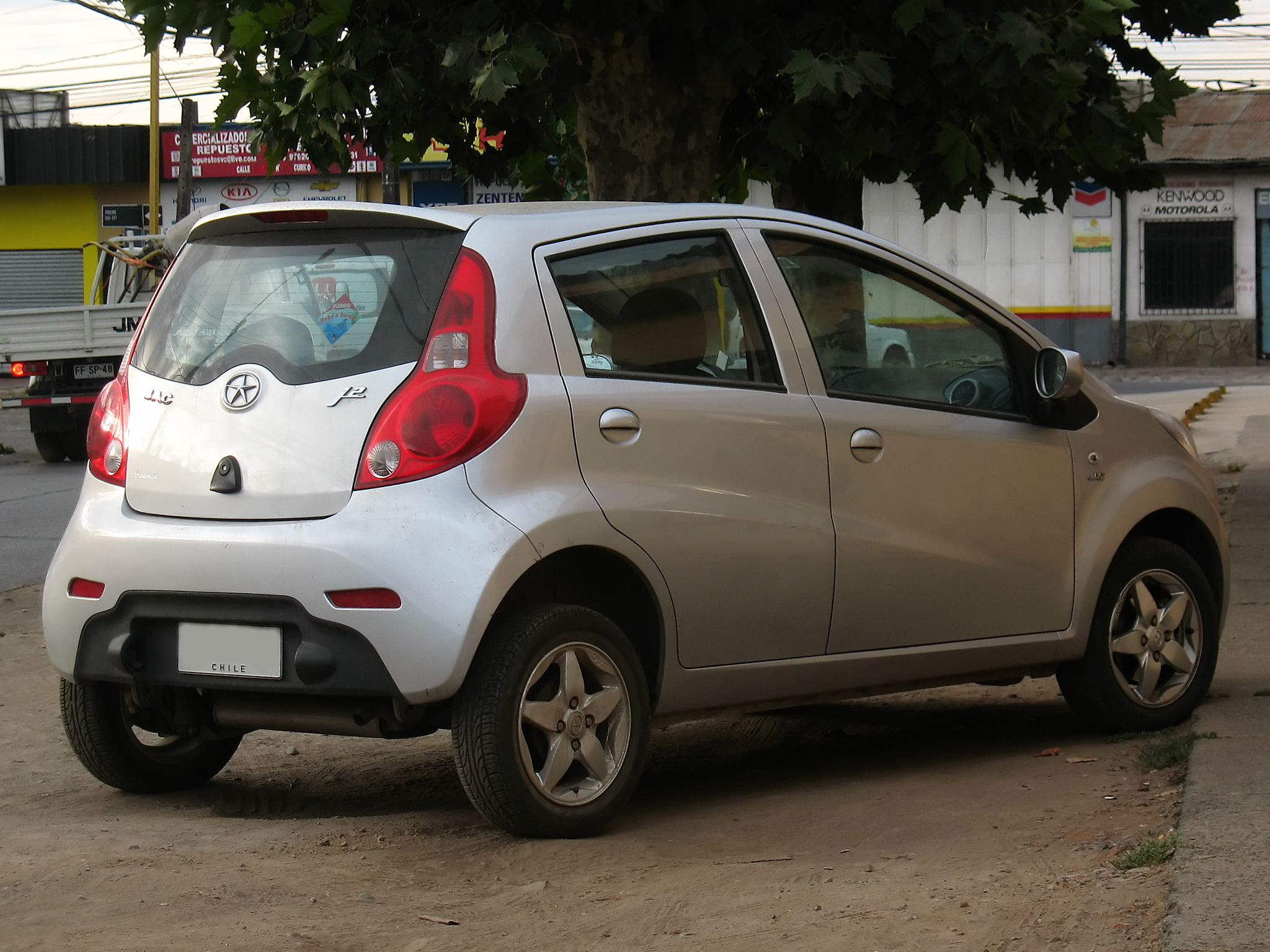
JAC J2 1.0 CE

JAC J2 — компактный хетчбэк, выпускающийся китайской компанией JAC Motors с 2010 года.

## История
Впервые автомобиль был представлен в 2009 году на автосалоне в Шанхае. С 2010 года автомобиль продаётся в Китае, с 2012 года — в Сан-Паулу, с 2013 года — в Украине.
Дизайн автомобиля разработан в Италии, ателье Pininfarina. Впереди установлена подвеска Макферсон, тогда как задняя подвеска — торсионная.
Рулевое колесо автомобиля регулируется по высоте и оборудовано гидроусилителем. Автомобиль оборудован системой кондиционирования, магнитолой, двумя подушками безопасности, датчиками парковки, центральным замком с дистанционным управлением и антиблокировочной системой.
С 2016 года автомобиль собирается из комплектов ЧКД в Парагвае. Также производятся кроссоверы JAC Yueyue Cross и Refine S2 Mini  и электромобиль JAC iEV6E.

## Галерея

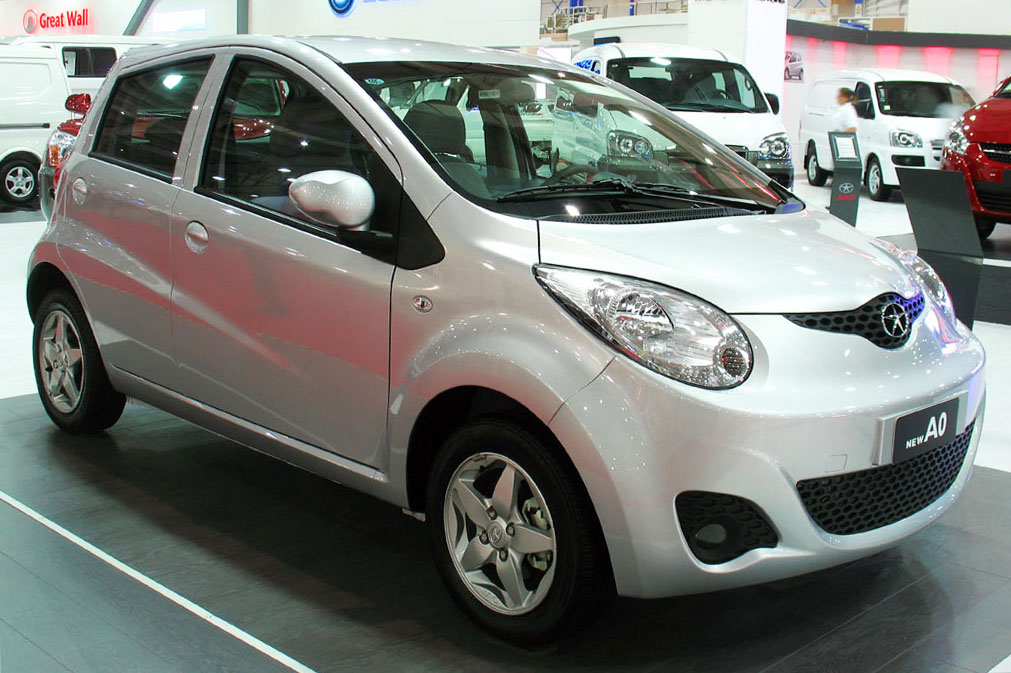
JAC A0
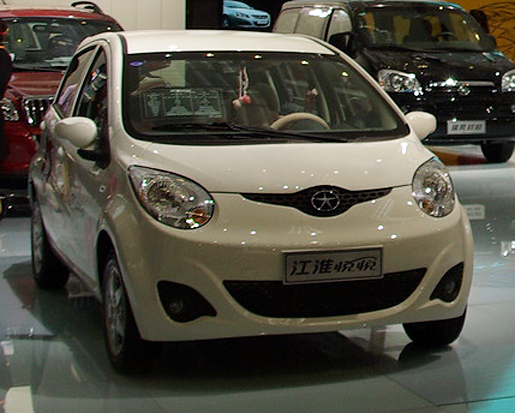
JAC Yueyue (вид спереди)
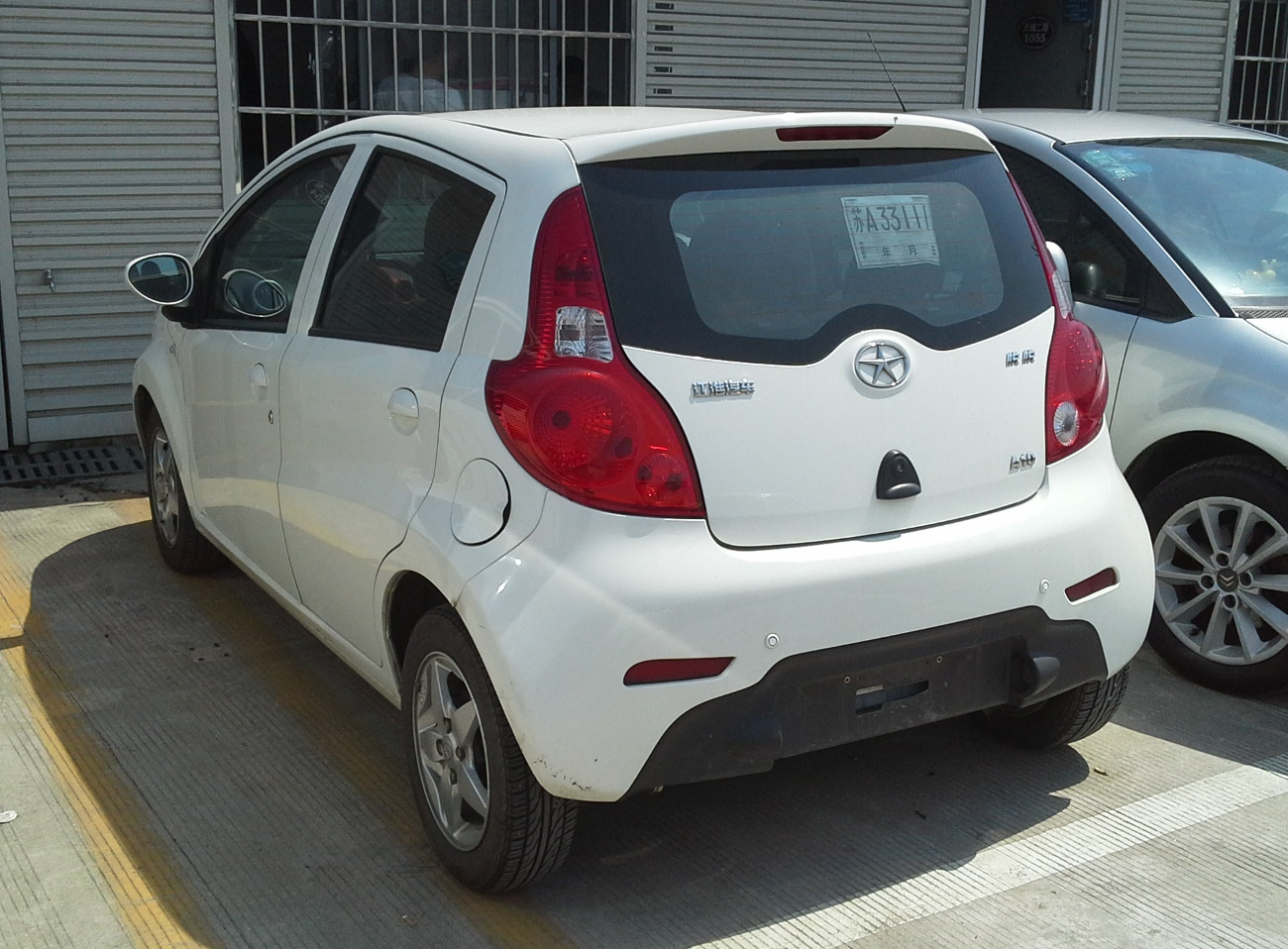
JAC Yueyue (вид сзади)
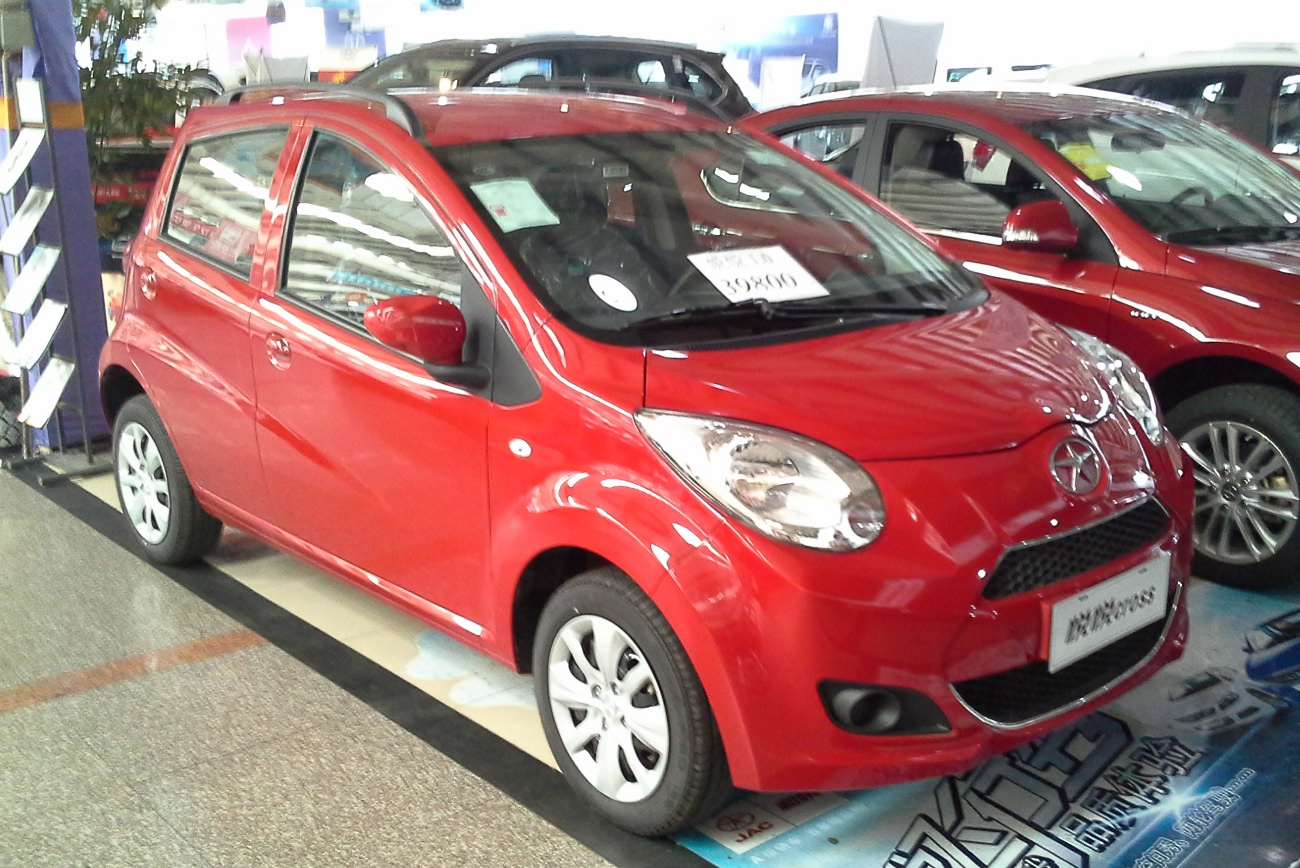
JAC Yueyue Cross
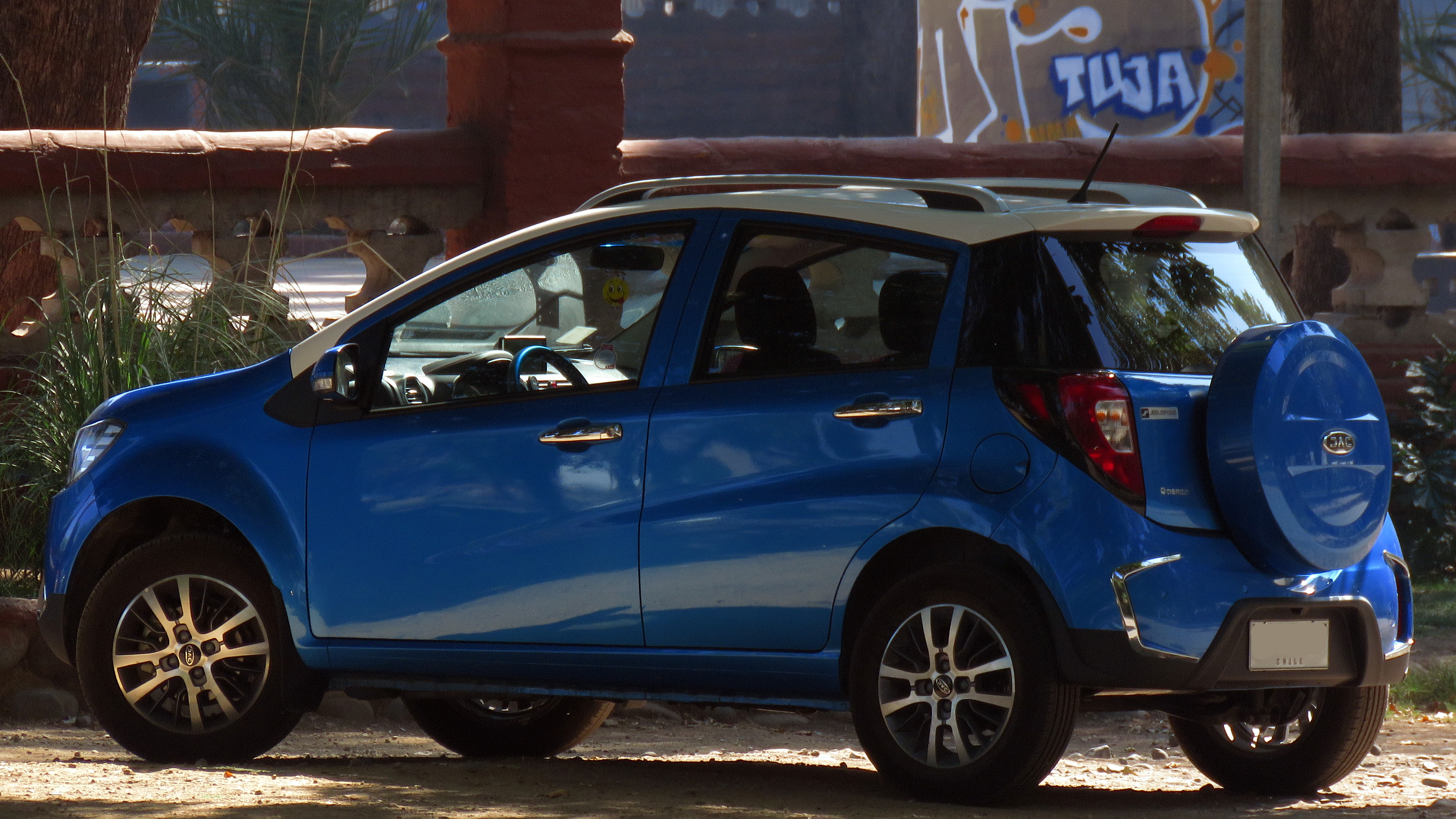
JAC S1